# (467) Laura
(467) Laura est un astéroïde de la ceinture principale découvert par Max Wolf le 9 janvier 1901 à Heidelberg.
Il a été ainsi baptisé probablement en référence au personnage de Laura Adorno dans l'opéra La Gioconda du compositeur italien Amilcare Ponchielli (1834-1886), à moins que ce ne soit d'après le personnage des Sonnets à Laure du poète Pétrarque.